# Budislav Grga Angjelinović
Grga Budislav Angjelinović (Sućuraj, Hvar, 14. siječnja 1886. – Split, 1. svibnja 1946.), bio je političar i publicist. Bio je odgovoran za gušenje pobune hrvatskih vojnika 5. prosinca 1918. godine i pokolj koji se tada zbio na Trgu bana Josipa Jelačića u Zagrebu.

## Životopis
Grga Budislav Angjelinović rođen je na Hvaru 1886. godine. Studirao je pravo u Zagrebu, Pragu i Lavovu, a doktorirao je u Zagrebu i Lavovu. Završio je studij povijesti i zemljopisa u Zagrebu. Tada je bio je aktivni član Stranke prava, koju je vodio dr. Ante Starčević. Na Zagrebačkom sveučilištu bio je predsjednik starčevićanske omladine i zajedno s Franom Galovićem pokrenuo je list Mladu Hrvatsku. Kao odvjetnički pripravnik kod dr. Ante Trumbića u Zadru i Splitu uređivao je list Hrvatsku. Tijekom 1913. bio je i predsjednik splitskog Hajduka.
Zbog protuaustrijskog govora u Kosovu kod Knina pri proslavi Kosovske bitke, u Zadru je 1915. godine osuđen na tri godine strogog zatvora. Dvije godine kasnije austrijske vlasti ga po kazni šalju u vojsku u Beč. Svršetkom rata i nakon opće amnestije svih zatvorenika, vraća se u Zagreb i uređuje list Hrvatsku državu, koju izdaje frakcija Stranke prava (milinovci), a koja se zalaže za narodno ujedinjenje svih slavenskih naroda.
Pokrenuo je ideju za stvaranje Narodnog vijeća SHS i 1918. postao njegov tajnik, a zatim povjerenik Sekcije za organizaciju i agitaciju, a 28. listopada 1918. imenovan je za povjerenika za javni red i sigurnost u Zagrebu. U toj funkciji organizirao je gušenje pobune 53. i 25. pukovnije u Zagrebu. Više je puta biran za narodnog poslanika u Skupštinu u Beogradu. Izborom za poslanika u beogradsku Skupštinu prestaje biti članom Hrvatske stranke prava, koju napušta 1919. godine i pristupa Demokratskoj stranci Ljube Davidovića, u kojoj ostaje do 1928. Kasnije je jedan od osnivača Jugoslavenske nacionalne stranke.
Nakon atentata na Stjepana Radića u Narodnoj skupštini u Beogradu, 20. lipnja 1928., Angjelinović je imenovan ministrom građevine u vladi dr. Antona Korošca. Nakon uvodenja Šestosiječanjske diktature 1929. godine imenovan je za opunomoćenog ministra i izvanrednog poslanika u Pragu, a poslije u Beču
Do travanjskog sloma Kraljevine Jugoslavije često je mijenjao ministarske ili veleposlaničke dužnosti, a u travnju 1941., s raspadom Jugoslavije, Angjelinović bježi u inozemstvo i priključuje se četničkim političkim krugovima. Zabilježeni su podatci da je tijekom ratnih godina 1942. i 1943. pisao tekstove u kanadskom Srpskom glasniku i četničkom listu Novosti.

## Smrtonosna paljba
Najdramatičniji dijelovi biografije dr. Grge Budislava Angjelinovića je gušenje pobune hrvatskih vojnika 5. prosinca 1918. na Trgu bana Josipa Jelačića, te suradnja s četnicima tijekom ratnih godina.
Prosinačku pobunu koju je po zapovijedi dr. Grge Budislava Angjelinovića u krvi ugušila grupa sastavljena od policajaca, dalmatinskih mornara i sokolaša - kasnije su svojatali i ustaše i komunisti. Službeni je izvještaj glasio da je u tome masakru - u kojem se mitraljezima tuklo po nenaoružanim domobranima i civilima koji su se okupili na Trgu Bana Jelačića u Zagrebu da demonstriraju protiv ujedinjenja sa Srbijom - poginulo 13 ljudi (od toga 9 vojnika), a ranjeno 17 ljudi (od toga 10 vojnika). Radi tog krvoprolića zavladalo je u Zagrebu ogorčenje o kojemu se nitko nije smio javno izraziti, kako ne bi bio uhićen. Novine su morale šutjeti, da ih ne stigne sudbina pravaškog dnevnika "Hrvatska", kojemu je šef policije dr. Grga Angjelinović 4. prosinca 1918. zabranio daljnje izlaženje. Ubijeni su: Slavko Šćukanec, Sentmartoni, Miroslav Svoboda, Viktor Kolombar, Miloš Mrše, Mato Gašparović, Mijo Staničer, Stjepan Jureša, Josip Lupinski, Ferdo Veršec, Nikola Ivša, Dragutin Kostelac, Andro Martinko i Antun Tašner-Juričić.
Razloge pobune sami vojnici kasnije su ovako objašnjavali: "U uzornom redu stupahu postrojbe u pravcu Jelačićevog trga uz ogromnu pratnju rodoljubnog građanstva. Naša je namjera bila proglasiti slobodnu hrvatsku republiku. Uz to se putem izražavalo veliko narodno ogorčenje protiv Srba povicima: "Dolje srpska dinastija! Dolje kralj Petar! Dolje srpski militarizam!"
Zagrebački časopis "Riječ", br. 98. 30. travnja 1921., donosi govor dr. Grge Budislava Angjelinovića u beogradskoj Skupštini od 26. travnja 1921. u kojem je oštrim tonom napao hrvatsku pravašku politiku, kojoj je donedavno sam pripadao, da nerado gleda na ujedinjenu Kraljevinu SHS i da pokušava isprovocirati nove nerede u Hrvatskoj. "Ako bi Hrvatska jednog dana postala Irska, mi ćemo opet biti žandari", kazao je Angjelinović. Na to glas iz publike: "Vi u tome imate prakse." Na ovo je dr. Angjelinović progovorio o svojoj praksi u Zagrebu i pred skupštinskim zastupnicima ponovio što je to učinio u Zagrebu: "Po svojoj dužnosti smatrao sam da treba prvi da počnem i ja se tim krvavim rukama ponosim", kazao je dr. Grga Budislav Angjelinović nakon pokolja hrvatskih prosvjednika protiv uspostave Jugoslavije. Premda je znao da je riječ tek o manifestaciji, Angjelinović je svjesno želio proliti krv da bi se u Beogradu mogao hvaliti kako je on umirio Zagreb.

## Značajna obitelj
Obitelj Angjelinović poznata je i značajna u političkom i javnom životu Hrvatske u prvoj polovici 20. stoljeća. Iz nje su potekli pravnik i publicist Berislav (glasoviti orjunaš i poznati policijski batinaš, op.a.), književnik Danko (djed hrvatske političarke Vesne Pusić), liječnica Goroslava i pjesnikinja Smiljana.

## Suradnik popa Đujića
Tijekom Drugog svjetskog rata Grga Angjelinović kao jugoslavenski orijentiran Hrvat, u makjavelističkom je duhu "priskako u pomoć pobjednicima". Navodno bio je suradnik četničkog vojvode popa Đujića i kanadskih četnika.

## Vanjske poveznice
- Hrvati Amac  Arhivirana inačica izvorne stranice od 7. prosinca 2008. (Wayback Machine)
- Hrvatsko kulturno vijeće
- Tekst Hrvatski Intelektualni Zbor[neaktivna poveznica]
- Sjećanje na Prosinačke žrtve: pokolj prosvjednika na Trgu bana Jelačića  Arhivirana inačica izvorne stranice od 28. veljače 2013. (Wayback Machine)